# Winnipeg - Churchill (train)
Le Winnipeg - Churchill (anciennement Baie d'Hudson et, auparavant, Northern Spirits) est un train de voyageurs semi-hebdomadaire exploité par Via Rail Canada entre les villes de Winnipeg et Churchill, au Canada.

## Situation ferroviaire
Le train traverse les provinces du Manitoba et de la Saskatchewan (de la gare de Togo à la gare de Hudson Bay). Entre les gares de Winnipeg et du Pas il circule sur la ligne du Canadien National puis il prend celle de l'Hudson Bay Railway jusqu'à la gare de Churchill, Gilbert Plains, Grandview, 
Il dessert les gares de : Winnipeg, Portage la Prairie, Gladstone, Plumas, Glenella, McCreary, Laurier, Ochre River, Dauphin, Roblin, Togo, Kamsack, Veregin, Canora, Sturgis, Endeavour, Reserve, Hudson Bay, Le Pas, Cormorant, Wekusko, Wabowden, Thicket Portage, Thompson, Pikwitonei, Ilford, Gillam, Churchill.

## Histoire
Le service est suspendu le 23 mai 2017, entre la gare de Gillam et celle de Churchill du fait d'inondations qui ont endommagé l'infrastructure (voie et ponts), rendant impraticable les circulations sur cette section. L'important chantier de remise en état est ouvert le 8 septembre 2018 et la voie est rouverte le 2 décembre 2018, jour de départ du premier train de voyageurs pour Churchill qu'il atteint le mardi 4 décembre 2018.

## Circulations
Le train Winnipeg - Churchill, anciennement dénommé Northern Spirits puis Baie d'Hudson, est un train de voyageurs opéré par Via Rail Canada qui offre un service bi-hebdomadaire sur la relation Winnipeg - Churchill et un service hebdomadaire sur la relation le Pas - Churchill
Service bi-hebdomadaire : Les départs, en direction du nord, ont lieu de Winnipeg chaque semaine le mardi et le dimanche à 12 h 5 pour un trajet de deux jours avec une arrivée à 9 h 0 à Churchill. Les retours en direction du sud, quittent Churchill les jeudis et samedis à 19 h 30 pour une arrivée deux jours plus tard à 16 h 45 à Winnipeg.
Service hebdomadaire supplémentaire dans chaque sens sur la relation le Pas - Churchill. Départs du Pas à 2 h 30 les vendredis et départs de Churchill à 19 h 30 les mardis.

## Liste des stations
| Nom                | Region | Coordonnées                        |
| ------------------ | ------ | ---------------------------------- |
| Winnipeg           | MB     | 49° 53′ 20″ N, 97° 08′ 03,001″ O   |
| Portage la Prairie | MB     | 49° 58′ 37,9″ N, 98° 17′ 17,2″ O   |
| Gladstone          | MB     | 50° 13′ 31,1″ N, 98° 56′ 53,9″ O   |
| Plumas             | MB     | 50° 23′ 04,6″ N, 99° 05′ 22,9″ O   |
| Glenella           | MB     | 50° 33′ 23,8″ N, 99° 11′ 46″ O     |
| McCreary           | MB     | 50° 46′ 24,6″ N, 99° 29′ 22,9″ O   |
| Laurier            | MB     | 50° 53′ 17,2″ N, 99° 33′ 38,9″ O   |
| Ocre river         | MB     | 51° 03′ 37,1″ N, 99° 46′ 47,6″ O   |
| Dauphin            | MB     | 51° 09′ 02,2″ N, 100° 03′ 06,5″ O  |
| Gilbert plains     | MB     | 51° 08′ 52,1″ N, 100° 29′ 13,2″ O  |
| Grandview          | MB     | 51° 10′ 17,8″ N, 100° 41′ 55,7″ O  |
| Roblin             | MB     | 51° 13′ 48,4″ N, 101° 21′ 07,9″ O  |
| Togo               | SK     | 51° 24′ 26″ N, 101° 35′ 25″ O      |
| Kamsack            | SK     | 51° 33′ 28″ N, 101° 54′ 07″ O      |
| Veregin            | SK     | 51° 34′ 41,2″ N, 102° 04′ 40,4″ O  |
| Mikado             | SK     | 51° 36′ 31″ N, 102° 16′ 16″ O      |
| Canora             | SK     | 51° 38′ 15″ N, 102° 26′ 13″ O      |
| Sturgis            | SK     | 51° 56′ 26″ N, 102° 32′ 38″ O      |
| Endeavour          | SK     | 52° 09′ 38″ N, 102° 39′ 29″ O      |
| Reserve            | SK     | 52° 28′ 00″ N, 102° 39′ 04″ O      |
| Hudson Bay         | SK     | 52° 51′ 46,8″ N, 102° 23′ 48,05″ O |
| The Pas            | MB     | 53° 49′ 26,4″ N, 101° 14′ 51″ O    |
| Tremaudan          | MB     | 53° 54′ 32″ N, 101° 10′ 16″ O      |
| Orok               | MB     | 53° 57′ 28,1″ N, 101° 03′ 25,9″ O  |
| Atikameg lake      | MB     | 54° 15′ 15,1″ N, 100° 31′ 59,9″ O  |
| Finger             | MB     | 54° 00′ 24,8″ N, 100° 52′ 26″ O    |
| Budd               | MB     | 54° 02′ 55,7″ N, 100° 48′ 18,4″ O  |
| Halcrow            | MB     | 54° 10′ 37,9″ N, 100° 37′ 28,9″ O  |
| Cormorant          | MB     | 54° 13′ 26″ N, 100° 36′ 01,1″ O    |
| Dering             | MB     | 54° 15′ 15,1″ N, 100° 31′ 59,9″ O  |
| Rawebb             | MB     | 54° 18′ 25,9″ N, 100° 19′ 12″ O    |
| Dyce               | MB     | 54° 22′ 03″ N, 100° 09′ 24,1″ O    |
| Paterson           | MB     | 54° 25′ 35″ N, 99° 59′ 43,1″ O     |
| Wekusko            | MB     | 54° 30′ 11,9″ N, 99° 45′ 04″ O     |
| Turnbull           | MB     | 54° 33′ 58″ N, 99° 28′ 36,8″ O     |
| Ponton             | MB     | 54° 38′ 35,9″ N, 99° 09′ 32″ O     |
| Button             | MB     | 54° 40′ 44″ N, 98° 59′ 40,9″ O     |
| Dunlop             | MB     | 54° 44′ 39,1″ N, 98° 51′ 42,8″ O   |
| Pipun              | MB     | 54° 50′ 19″ N, 98° 45′ 13″ O       |
| Wabowden           | MB     | 54° 54′ 32″ N, 98° 37′ 46,9″ O     |
| Lyddal             | MB     | 55° 01′ 45,8″ N, 98° 24′ 52,9″ O   |
| Odhill             | MB     | 55° 06′ 27″ N, 98° 13′ 30″ O       |
| Earchman           | MB     | 55° 09′ 24,1″ N, 98° 06′ 31″ O     |
| La Perouse         | MB     | 56° 24′ 34,9″ N, 94° 31′ 49,1″ O   |
| Hockin             | MB     | 55° 16′ 35″ N, 97° 49′ 50,2″ O     |
| Thicket portage    | MB     | 55° 19′ 05,2″ N, 97° 41′ 12,8″ O   |
| Leven              | MB     | 55° 22′ 50,9″ N, 97° 32′ 31,9″ O   |
| Thompson           | MB     | 55° 44′ 26,2″ N, 97° 49′ 47,3″ O   |
| Sipiwesk           | MB     | 55° 27′ 20,2″ N, 97° 24′ 25,9″ O   |
| Pikwitonei         | MB     | 55° 35′ 16,1″ N, 97° 09′ 20,2″ O   |
| Bridgar            | MB     | 55° 38′ 12,8″ N, 97° 03′ 42,1″ O   |
| Wilde              | MB     | 55° 43′ 35″ N, 96° 48′ 46,1″ O     |
| Arnot              | MB     | 55° 46′ 01,9″ N, 96° 41′ 04,9″ O   |
| Boyd               | MB     | 55° 52′ 40,1″ N, 96° 28′ 21″ O     |
| Pit Siding         | MB     | 55° 54′ 33,8″ N, 96° 19′ 03″ O     |
| Munk               | MB     | 55° 58′ 44″ N, 95° 59′ 34,1″ O     |
| Ilford             | MB     | 56° 03′ 52,9″ N, 95° 36′ 24,8″ O   |
| Nonsuch            | MB     | 56° 07′ 35″ N, 95° 22′ 37,9″ O     |
| Wivenhoe           | MB     | 56° 10′ 35″ N, 95° 12′ 46,1″ O     |
| Luke               | MB     | 56° 17′ 44,9″ N, 94° 51′ 16,9″ O   |
| Gillam             | MB     | 56° 20′ 49,9″ N, 94° 42′ 28,1″ O   |
| Bird               | MB     | 56° 30′ 13″ N, 94° 12′ 38,2″ O     |
| Amery              | MB     | 56° 33′ 54″ N, 94° 03′ 45″ O       |
| Weir River         | MB     | 56° 49′ 04,1″ N, 94° 05′ 33″ O     |
| Thibaudeau         | MB     | 57° 04′ 26″ N, 94° 08′ 40,9″ O     |
| Herchmer           | MB     | 57° 22′ 18,8″ N, 94° 11′ 13,9″ O   |
| O'Day              | MB     | 57° 34′ 39″ N, 94° 12′ 14″ O       |
| M'Clintock         | MB     | 57° 48′ 06,1″ N, 94° 12′ 49″ O     |
| Tidal              | MB     | 58° 39′ 47,2″ N, 94° 07′ 13,1″ O   |
| Churchill          | MB     | 58° 46′ 04,1″ N, 94° 10′ 27,5″ O   |